# Sporting Mechelen
Koninklijke Sporting Club Mechelen vzw, KSC Mechelen of ook wel Sporting Mechelen is een in Mechelen gevestigde voetbalclub voor jeugdspelers en senioren, zowel jongens als meisjes. Het adres van de club bevindt zich op Jubellaan 1, 2800 Mechelen. 

## Geschiedenis
Sporting Club Mechelen werd op 15 juni 1951 opgericht. Toen voetbalde men nog op het terrein van de meubelfabriek Sedia op Geerdegem Schonenberg. Al heel snel werd uitgekeken naar een nieuw terrein en men vond dat aan de Jubellaan (vlak bij de Colomalaan, achter de terreinen van Chiro Coloma aan de Colomakerk) en in 1952 verkreeg de jonge vzw de vergunning om er voetbalvelden aan te leggen. Op 18 mei van dat jaar werd de eerste steen gelegd. In het jaar 2001, na 50 jarig bestaan verkreeg de club het bijvoegsel 'Koninklijk' aan haar benaming. Toen bracht de club ook een boek uit, dit ter gelegenheid van dit 50-jarig bestaan als voetbalclub.
De eerste voorzitter van Sporting was Dhr. Van Loey. De eerste bestuursleden van de club waren destijds bij het ontstaan: Dhr. Cauwenbergh, Dhr Haesendonck E., Dhr Kestemans J. en Dhr. Verdellen Alfons. Ook werd Dhr. Denoël benoemd tot ondervoorzitter, Dhr. Leleu was de voorzitter van de technische en atletiekcommissie. 
Het voetbalchalet, nog gebouwd in de jaren '50 van de twintigste eeuw, werd in de herfst van 2017 vervangen door een nieuw gebouw met bijhorende accommodaties en onder meer twaalf kleedkamers, ruimte voor de administratie en een ruime kantine. De club heeft stamnummer 5483, en staat los van de jeugdreeksen van KV Mechelen of Racing Mechelen. De club heeft in het seizoen 2022-2023 34 ploegen in competitie, voornamelijk gespeeld op zaterdag. 
Het seizoen 2022-2023 treedt het A-elftal van de vrouwen aan in 1e provinciale vrouwen Antwerpen. En speelt het B-team, gericht op recreatieve speelsters in 3e Prov van dezelfde provincie.
De heren A-ploeg speelt met zoveel mogelijke eigen opgeleide spelers in 4e provinciale. Het Beloftenelftal waarin de meest talentrijke spelers van de club het laatste deel van hun opleiding krijgt, speelt in de provinciale Reserven-reeksen. 
De voorgaande jaren was er ook nog een recreatieve seniorenploeg, die echter stopte op het einde van vorig seizoen. De Veteranen-ploeg voor de recreatieve spelers +35jr speelt in de Reserven B reeksen. 
De jeugdploegen, vanaf de U06 tem de U17, spelen in de gewestelijke reeksen van de provincie Antwerpen. Zij spelen hun wedstrijden vooral op zaterdag, maar enkele ploegen spelen ook op zondagmorgen hun thuiswedstrijden.
De jeugdopleiding van de club geniet in het Mechelse en de wijde omgeving goede faam voor haar werking. Een groot aantal spelers die bij SC Mechelen opgeleid werden spelen dan ook in hoger geklasseerde ploegen op IP (InterProvinciaal) en Elite-Niveau.
Daarnaast heeft Sporting Mechelen ook een Benjamin-ploeg. Zij leren volgens de Multi Skilzz-methode en een omni-sportieve insteek hun eerste stapjes zetten in het voetbalwereldje. Daarnaast heeft de club ook nog een G-Ploeg.

## Organisatie
De club is georganiseerd in een Jeugdwerking en een Heren en Dameswerking. 
Aan het hoofd van de Jeugdopleiding staat een TVJO (Technisch Verantwoordelijke Jeugd Opleiding). Hij bepaalt de sportieve visie op gebied van opleiding en werking van de Jeugdopleiding. 
Voor de Heren- en Dameswerking is er binnen de club een Sportieve cel werkzaam. Zij zijn verantwoordelijk voor de werking van alle seniorenploegen.